# FTSE Italia Mid Cap
Il FTSE Italia Mid Cap è un indice di borsa che considera le quotazioni di aziende italiane che facevano parte del segmento Blue Chip del MTA e del MTAX (ex Nuovo Mercato) e che non erano incluse nell'indice S&P Mib.
L'indice è stato creato il 31 dicembre 1994 con il nome di Midex con un valore pari a 10.000. In seguito alla fusione tra Borsa Italiana e London Stock Exchange ha preso il nome attuale di FTSE Italia Mid Cap.
È composto dalle prime 60 società per capitalizzazione che non appartengono all'indice FTSE MIB e i suoi componenti vengono rivisti, ed eventualmente modificati, con cadenza trimestrale. Insieme agli indici FTSE MIB e FTSE Italia Small Cap forma l'índice aggregato FTSE Italia All-Share.

## Il paniere

### Composizione
Fanno parte dell'indice FTSE Italia Mid Cap le seguenti 60 società:
| Società                                | Super sector (secondo la classificazione di Borsa Italiana) |
| -------------------------------------- | ----------------------------------------------------------- |
| Acea S.p.A.                            | Servizi pubblici                                            |
| ANIMA Holding S.p.A.                   | Servizi finanziari                                          |
| Ascopiave S.p.A.                       | Servizi pubblici                                            |
| ASTM S.p.A.                            | Prodotti e servizi industriali                              |
| Autogrill S.p.A.                       | Viaggi e tempo libero                                       |
| Avio S.p.A.                            | Prodotti e servizi industriali                              |
| B.F. S.p.A.                            | Alimentare                                                  |
| BFF Bank S.p.A.                        | Servizi finanziari                                          |
| Banca IFIS S.p.A.                      | Servizi finanziari                                          |
| Banca Monte dei Paschi di Siena S.p.A. | Banche                                                      |
| Banca Popolare di Sondrio S.p.A.       | Banche                                                      |
| Biesse S.p.A.                          | Prodotti e servizi industriali                              |
| Brembo S.p.A.                          | Prodotti e servizi industriali                              |
| Brunello Cucinelli S.p.A.              | Moda, prodotti per la casa e per la persona                 |
| Buzzi Unicem S.p.A.                    | Edilizia e materiali                                        |
| Carel Industries S.p.A.                | Edilizia e materiali                                        |
| Cattolica Assicurazioni S.p.A.         | Assicurazioni                                               |
| Cementir Holding S.p.A.                | Edilizia e materiali                                        |
| Cerved Information Solutions S.p.A.    | Prodotti e servizi industriali                              |
| Credito Emiliano S.p.A.                | Banche                                                      |
| Danieli & C. S.p.A.                    | Prodotti e servizi industriali                              |
| Datalogic S.p.A.                       | Prodotti e servizi industriali                              |
| De'Longhi S.p.A.                       | Moda, prodotti per la casa e per la persona                 |
| DeA Capital S.p.A.                     | Servizi finanziari                                          |
| doValue S.p.A.                         | Servizi finanziari                                          |
| El.En. S.p.A.                          | Prodotti e servizi industriali                              |
| ENAV S.p.A.                            | Prodotti e servizi industriali                              |
| ERG S.p.A.                             | Servizi pubblici                                            |
| Eurogroup Laminations S.p.A.           | Prodotti e servizi industriali                              |
| Falck Renewables S.p.A.                | Servizi pubblici                                            |
| FILA S.p.A.                            | Moda, prodotti per la casa e per la persona                 |
| Fincantieri S.p.A.                     | Prodotti e servizi industriali                              |
| Garofalo Health Care S.p.A.            | Salute                                                      |
| Guala Closures S.p.A.                  | Prodotti e servizi industriali                              |
| GVS S.p.A.                             | Prodotti e servizi industriali                              |
| IGD SIIQ S.p.A.                        | Beni immobili                                               |
| Illimity Bank S.p.A.                   | Banche                                                      |
| IMA S.p.A.                             | Prodotti e servizi industriali                              |
| Industrie De Nora S.p.A.               | Chimica                                                     |
| Iren S.p.A.                            | Servizi pubblici                                            |
| Italmobiliare S.p.A.                   | Edilizia e materiali                                        |
| Juventus Football Club S.p.A.          | Viaggi e tempo libero                                       |
| La Doria S.p.A.                        | Alimentare                                                  |
| LU-VE S.p.A.                           | Prodotti e servizi industriali                              |
| Maire Tecnimont S.p.A.                 | Petrolio e gas naturale                                     |
| MARR S.p.A.                            | Alimentare                                                  |
| Mediaset S.p.A.                        | Media                                                       |
| Moltiply Group S.p.A.                  | Servizi finanziari                                          |
| Piaggio & C. S.p.A.                    | Automobili e componentistica                                |
| Rai Way S.p.A.                         | Media                                                       |
| Reply S.p.A.                           | Tecnologia                                                  |
| Salvatore Ferragamo S.p.A.             | Moda, prodotti per la casa e per la persona                 |
| Sanlorenzo S.p.A.                      | Navale                                                      |
| Sesa S.p.A.                            | Tecnologia                                                  |
| Sol S.p.A.                             | Chimica                                                     |
| Tamburi Investment Partners S.p.A.     | Servizi finanziari                                          |
| Technogym S.p.A.                       | Moda, prodotti per la casa e per la persona                 |
| Tinexta S.p.A.                         | Servizi finanziari                                          |
| Tod's S.p.A.                           | Moda, prodotti per la casa e per la persona                 |
| Webuild S.p.A.                         | Edilizia e materiali                                        |
| Zignago Vetro S.p.A.                   | Prodotti e servizi industriali                              |

Dati aggiornati al 19 settembre 2021

### Azioni di riserva
- Retelit
- Esprinet
- Unieuro